# Division 1 1979-1980
La Division 1 1979-1980 è stata la 42ª edizione della massima serie del campionato francese di calcio, disputato tra il 26 luglio 1979 e il 27 maggio 1980 e concluso con la vittoria del Nantes, al suo quinto titolo.
Capocannonieri del torneo sono stati Delio Onnis (Monaco) ed Erwin Kostedde (Laval) con 21 reti.

## Stagione

### Avvenimenti
Il Saint-Étienne divenne la prima squadra ad assumere il comando della classifica, staccandosi alla quinta giornata da un gruppo composto da Lilla, Nantes e Monaco. Queste ultime due squadre divennero le principali inseguitrici dei Verts con i monegaschi che, tra la dodicesima e la tredicesima giornata appaiarono la capolista e piazzarono il sorpasso prevalendo nello scontro diretto. Alla fine del girone di andata il Monaco conduceva la classifica con due punti di vantaggio sul Nantes, tre sul Saint-Étienne e quattro sul Sochaux, che gradualmente stava guadagnando terreno.
I monegaschi mantennero il comando della classifica fino al ventinovesimo turno, in cui subì l'aggancio del Nantes e del Saint-Étienne e la persero definitivamente due giornate, quando i Verts si staccarono dal gruppo assieme al Sochaux. Il successivo declino del Monaco favorì una lotta a tre fra Saint-Étienne, Sochaux e Nantes: inizialmente ebbero la meglio i primi poi emerse il Nantes che, nelle quattro giornate restanti, allungò fino ad ottenere un vantaggio che gli avrebbe assicurato il quinto titolo con novanta minuti di anticipo. Alle altre due concorrenti spettò la qualificazione in Coppa UEFA, ottenuta all'ultima giornata: in particolare, il Sochaux blindò l'accesso alla terza competizione europea prevalendo di misura nello scontro diretto con il Monaco.
I verdetti validi per le retrocessione diretta vennero decisi con largo anticipo: assieme al Brest, in grave ritardo sulle altre concorrenti già dal girone di andata, cadde direttamente in seconda divisione un Olympique Marsiglia mai realmente in grado di lottare per la salvezza. L'accesso ai playoff spettò all'Olympique Lione, che si assicurò la salvezza già nella gara di andata, battendo per 6-0 l'Olympique Avignone.

## Classifica finale
|  | Pos. | Squadra             | Pt | G  | V  | N  | P  | GF | GS | DR  |
|  | ---- | ------------------- | -- | -- | -- | -- | -- | -- | -- | --- |
|  | 1.   | Nantes              | 57 | 38 | 26 | 5  | 7  | 76 | 30 | +46 |
|  | 2.   | Sochaux             | 54 | 38 | 24 | 6  | 8  | 76 | 36 | +40 |
|  | 3.   | Saint-Étienne       | 54 | 38 | 23 | 8  | 7  | 73 | 50 | +23 |
|  | 4.   | Monaco              | 50 | 38 | 21 | 8  | 9  | 61 | 30 | +31 |
|  | 5.   | Strasburgo          | 43 | 38 | 17 | 9  | 12 | 58 | 50 | +8  |
|  | 6.   | Bordeaux            | 40 | 38 | 16 | 8  | 14 | 64 | 53 | +11 |
|  | 7.   | Paris Saint-Germain | 40 | 38 | 15 | 10 | 13 | 59 | 52 | +7  |
|  | 8.   | Valenciennes        | 40 | 38 | 14 | 12 | 12 | 47 | 47 | 0   |
|  | 9.   | Lens                | 38 | 38 | 14 | 10 | 14 | 51 | 51 | 0   |
|  | 10.  | Nîmes               | 38 | 38 | 15 | 8  | 15 | 45 | 50 | -5  |
|  | 11.  | Nancy               | 37 | 38 | 15 | 7  | 16 | 55 | 61 | -6  |
|  | 12.  | Laval               | 35 | 38 | 15 | 5  | 18 | 57 | 55 | +2  |
|  | 13.  | Lilla               | 35 | 38 | 12 | 11 | 15 | 45 | 49 | -4  |
|  | 14.  | Angers              | 35 | 38 | 14 | 7  | 17 | 45 | 55 | -10 |
|  | 15.  | Nizza               | 32 | 38 | 13 | 6  | 19 | 53 | 62 | -9  |
|  | 16.  | Bastia              | 32 | 38 | 14 | 4  | 20 | 39 | 51 | -12 |
|  | 17.  | Metz                | 32 | 38 | 12 | 8  | 18 | 45 | 60 | -15 |
|  | 18.  | Olympique Lione     | 29 | 38 | 10 | 9  | 19 | 43 | 65 | -22 |
|  | 19.  | Olympique Marsiglia | 24 | 38 | 9  | 6  | 23 | 45 | 78 | -33 |
|  | 20.  | Brest               | 15 | 38 | 4  | 7  | 27 | 35 | 87 | -52 |

Legenda:
      Campione di Francia ed ammessa alla Coppa dei Campioni 1980-1981.
      Ammesse alla Coppa UEFA 1980-1981.
      Ammesse alla Coppa delle Coppe 1980-1981.
  Partecipa ai play-out.
      Retrocesse in Division 2 1980-1981.
Note:
Due punti a vittoria, uno a pareggio, zero a sconfitta.
In caso di arrivo di due o più squadre a pari punti, la graduatoria verrà stilata secondo la classifica avulsa tra le squadre interessate che prevede, in ordine, i seguenti criteri:
- Differenza reti generale.
- Reti realizzate in generale.

### Squadra campione
| Formazione tipo | Giocatori (presenze)            |
| --- | ------------------------------- |
| Bertrand-Demanes Michel Tusseau Rio Bossis Muller E. Trossero Rampillon Amisse V. Trossero Pécout                                                                 | Jean-Paul Bertrand-Demanes (35) |
| Bertrand-Demanes Michel Tusseau Rio Bossis Muller E. Trossero Rampillon Amisse V. Trossero Pécout                                                                 | Thierry Tusseau (34)            |
| Bertrand-Demanes Michel Tusseau Rio Bossis Muller E. Trossero Rampillon Amisse V. Trossero Pécout                                                                 | Henri Michel (34)               |
| Bertrand-Demanes Michel Tusseau Rio Bossis Muller E. Trossero Rampillon Amisse V. Trossero Pécout                                                                 | Maxime Bossis (35)              |
| Bertrand-Demanes Michel Tusseau Rio Bossis Muller E. Trossero Rampillon Amisse V. Trossero Pécout                                                                 | Patrice Rio (36)                |
| Bertrand-Demanes Michel Tusseau Rio Bossis Muller E. Trossero Rampillon Amisse V. Trossero Pécout                                                                 | Oscar Muller (36)               |
| Bertrand-Demanes Michel Tusseau Rio Bossis Muller E. Trossero Rampillon Amisse V. Trossero Pécout                                                                 | Enzo Trossero (35)              |
| Bertrand-Demanes Michel Tusseau Rio Bossis Muller E. Trossero Rampillon Amisse V. Trossero Pécout                                                                 | Gilles Rampillon (37)           |
| Bertrand-Demanes Michel Tusseau Rio Bossis Muller E. Trossero Rampillon Amisse V. Trossero Pécout                                                                 | Víctor Trossero (32)            |
| Bertrand-Demanes Michel Tusseau Rio Bossis Muller E. Trossero Rampillon Amisse V. Trossero Pécout                                                                 | Loïc Amisse (34)                |
| Bertrand-Demanes Michel Tusseau Rio Bossis Muller E. Trossero Rampillon Amisse V. Trossero Pécout                                                                 | Éric Pécout (34)                |
| Altri giocatori: Bruno Baronchelli (29), William Ayache (21), José Touré (10), Fabrice Picot (6), Michel Bibard (4), Jean-Marc Desrousseaux (3), Henri Aniol (1). |                                 |

## Spareggi

### Play-out
|                 | Risultati |                    | Luogo e data            |
| --------------- | --------- | ------------------ | ----------------------- |
| Olympique Lione | 6-0       | Olympique Avignone | Lione, 3 giugno 1980    |
| O. Avignone     | 4-2       | Olympique Lione    | Avignone, 6 giugno 1980 |
|                 |           |                    |                         |

## Statistiche

### Squadre

#### Capoliste solitarie
|    | —— | —— | —— | ——            | ——            | ——            | ——            | ——            | ——            | ——            | ——  | ——     | ——     | ——     | ——     | ——     | ——     | ——     | ——     | ——     | ——     | ——     | ——     | ——     | ——     | ——     | ——     | ——  | ——  | ——  | ——  | ——             | ——  | ——     | ——     | ——     | ——     | —— |  |
|    |    |    |    | Saint-Étienne | Saint-Étienne | Saint-Étienne | Saint-Étienne | Saint-Étienne | Saint-Étienne | Saint-Étienne |     | Monaco | Monaco | Monaco | Monaco | Monaco | Monaco | Monaco | Monaco | Monaco | Monaco | Monaco | Monaco | Monaco | Monaco | Monaco | Monaco |     |     |     |     | Saint- Étienne |     | Nantes | Nantes | Nantes | Nantes |    |  |
|    |    |    |    |               |               |               |               |               |               |               |     |        |        |        |        |        |        |        |        |        |        |        |        |        |        |        |        |     |     |     |     |                |     |        |        |        |        |    |  |
|    |    |    |    |               |               |               |               |               |               |               |     |        |        |        |        |        |        |        |        |        |        |        |        |        |        |        |        |     |     |     |     |                |     |        |        |        |        |    |  |
| 1ª | 2ª | 3ª | 4ª | 5ª            | 6ª            | 7ª            | 8ª            | 9ª            | 10ª           | 11ª           | 12ª | 13ª    | 14ª    | 15ª    | 16ª    | 17ª    | 18ª    | 19ª    | 20ª    | 21ª    | 22ª    | 23ª    | 24ª    | 25ª    | 26ª    | 27ª    | 28ª    | 29ª | 30ª | 31ª | 32ª | 33ª            | 34ª | 35ª    | 36ª    | 37ª    | 38ª    |    |  |

#### Primati stagionali
Squadre
- Maggior numero di vittorie: Nantes (26)
- Minor numero di sconfitte: Nantes, Saint-Étienne (7)
- Migliore attacco: Nantes, Sochaux (76)
- Miglior difesa: Nantes, Monaco (30)
- Miglior differenza reti: Nantes (+46)
- Maggior numero di pareggi: Valenciennes (12)
- Minor numero di pareggi: Bastia (4)
- Maggior numero di sconfitte: Brest (27)
- Minor numero di vittorie: Brest (4)
- Peggior attacco: Brest (35)
- Peggior difesa: Brest (87)
- Peggior differenza reti: Brest (-52)

### Individuali

#### Classifica marcatori
| Gol | Rigori |  | Giocatore                | Squadra             |
| --- | ------ |  | ------------------------ | ------------------- |
| 21  | 4      |  | Delio Onnis              | Monaco              |
| 21  | 2      |  | Erwin Kostedde           | Laval               |
| 18  | 1      |  | Pierre Pleimelding       | Lilla               |
| 17  | 1      |  | Drago Vabec              | Brest               |
| 16  | 2      |  | Michel Platini           | Saint-Étienne       |
| 15  |        |  | Nenad Bjeković           | Saint-Étienne       |
| 15  |        |  | Bernard Genghini         | Sochaux             |
| 15  | 2      |  | Johnny Rep               | Saint-Étienne       |
| 14  | 2      |  | Yves Ehrlacher           | Lens                |
| 14  |        |  | Yannick Stopyra          | Sochaux             |
| 13  |        |  | Jean-François Beltramini | Paris Saint-Germain |
| 13  |        |  | Éric Pécout              | Nantes              |
| 13  |        |  | Víctor Trossero          | Nantes              |

## Percorso dei club nelle coppe europee
| Club          | Competizione       | Risultato            | Ultimo avversario              |
| ------------- | ------------------ | -------------------- | ------------------------------ |
| Strasburgo    | Coppa dei Campioni | Quarti di finale     | Ajax (0-0; 0-4)                |
| Nantes        | Coppa delle Coppe  | Semifinali           | Valencia (2-1; 0-4)            |
| Saint-Étienne | Coppa UEFA         | Quarti di finale     | Borussia M'gladbach (1-4; 0-2) |
| Monaco        | Coppa UEFA         | Sedicesimi di finale | Lokomotiv Sofia (2-4; 2-1)     |